# Nhà thờ Thánh Batôlômêô ở Prievidza
Nhà thờ Thánh Batôlômêô ở Prievidza (tiếng Slovakia: Kostol svätého Bartolomeja v Prievidzi) là một trong những nhà thờ giáo xứ Công giáo lâu đời tại thành phố Prievidza, vùng Trenčín, Slovakia. Nhà thờ đã được ghi danh vào Danh sách Di tích Trung ương theo quyết định của Bộ Văn hóa Cộng hòa Slovakia vào ngày 31 tháng 10 năm 1963.

## Lịch sử
Nhà thờ Thánh Batôlômêô ở Prievidza được xây dựng theo phong cách Gothic vào giữa thế kỷ 14. Trong các thế kỷ tiếp theo, nhà thờ đã được tân trang và sửa chữa lại nhiều lần. Nhà thờ có được diện mạo Baroque như hiện nay kể từ sau lần trùng tu nhà thờ vào thế kỷ 17.

## Kiến trúc
Nhà thờ đã trải qua nhiều thay đổi trong lịch sử, nên phần lớn nội thất không được bảo tồn nguyên trạng. Hiện nay, bên trong nhà thờ chỉ còn sót lại một số đồ vật kiểu Gothic vẫn còn được sử dụng cho đến ngày nay.
Bên ngoài nhà thờ có tượng đài Thánh Anna và một chiếc đồng hồ mặt trời. Tòa tháp chuông của nhà thờ được sử dụng để nhắc giáo dân đến tham dự thánh lễ, và cũng để báo hiệu trong trường hợp xảy ra thiên tai.